# Paulista (Pernambouc)
Pour les articles homonymes, voir Paulista.
Paulista est une ville brésilienne du littoral de l'État du Pernambouc.

## Géographie
Paulista se situe par une latitude de 07° 56' 27" sud et par une longitude de 34° 52' 22" ouest, à une altitude de 13 mètres.
Sa population était de 316 719 habitants au recensement de 2013. La municipalité s'étend sur 93,52 km².
Elle fait partie de la microrégion de Recife, dans la mésorégion métropolitaine de Récife.

## Histoire
En 1535, Paulista était un village avec deux paroisses, Paratibe et Maranguape, et faisait partie de l'ancien village d'Olinda.
Dans le milieu du XVIe siècle, les terres ont été donnés par Duarte Coelho à Jerônimo de Albuquerque pour des services rendus à la colonie.
Des années plus tard, Jerônimo de Albuquerque a cédé les terres de Paratibe à Gonçalo Mendes Leitão, comme dot pour se marier avec sa fille. Plus tard avec la mort de Mendes Porcinet, ses héritiers ont vendu la propriété, étant divisée à partir de ce moment en Paratibe de cima et Paratibe de baixo.
En l'an 1656 la paroisse de Maranguape a été acquise par João Fernandes Vieira et à la fin du siècle, en l'an 1689, les deux paroisses, Paratibe et Maranguape, ont été revendus à l'éclaireur de São Paulo, Manoel Morais Alvares de Navarro, connu sous le nom "Paulista", donnant ainsi le nom actuel de la ville.
Les siècles suivants ont été caractérisées par une croissance politique et économique de la ville. Paulista a été le deuxième quartier d'Olinda jusqu'à l'année 1935, mais qui est enfin devenue une commune indépendante et est actuellement formé par les quartiers de Paratibe, Arthur Lundgren I, II Arthur Lundgren, Jardim Paulista Baixo, Jardim Paulista Alto, Conceição, Janga, Pau Amarelo, Nobre, Maranguape I, Maranguape II, Jardim Maranguape, Alameda Paulista, Maria Farinha, Engenho Maranguape et Mirueira.

## Économie
Les principales activités économiques de la ville sont liées aux secteurs des services, du commerce et de l'industrie. Le tourisme ramène aussi de l'investissement pour la ville, à travers des hôtels, des restaurants, des petits commerces et des marines présentes.
Sur Paulista est aussi localisé le centre industriel de Paratibe, ceci contient plusieurs entreprises de divers secteurs, ainsi dynamisant l'économie de la région et créant des opportunités d'emploi pour la population.
La ville fait partie de la région métropolitaine de Recife, ce qui fait polariser les fluxes économiques, avec lourdeur dans le secteur des services et il fonctionne aussi comme un centre distributeur de marchandises. Elle porte aussi le plus grand nombre d'industries de transformation de Pernambouc. Une autre base économique très importante est l'agro-industrie dirigée vers l'alcool et le sucre, ainsi que la culture fruitière et de légumes, tel comme la banane, le coco, l'igname, le manioc, etc.

### Subdivision administrative
- Administration régionale 1 - Centro, Bairro do Nobre, Vila Torres Galvão, Cidade Tabajara e Jardim Velho ;
- Administration régionale 2 - Arthur Lundgren I, Arthur Lundgren II, Jardim Paulista, Mirueira e Paratibe ;
- Administration régionale 3 - Maranguape I, Maranguape II, Jardim Maranguape, Fragoso, Engenho Maranguape e Jaguarana ;
- Administration régionale 4 - Janga, Pau Amarelo, Nossa Senhora do Ó, Nossa Senhora da Conceição, Maria Farinha, Enseadinha, Parque do Janga e Poty.

## Sport
L'équipe de football la plus connue dans la ville s'appelle Íbis Sport Club. Malgré sa popularité de "La Pire Équipe de Football du Monde" pour rester presque quatre ans sans gagner un seul match dans les années 70, elle a déjà joué contre les "grandes" équipes de Recife (Sport, Santa Cruz et Náutico), un de ses plus grands faits c'était la victoire contre le Náutico en 2002.
Quelques problèmes financiers et juridiques ont presque mené le club à fermer vers l'an 2000, mais le "Oiseau Noir" (façon dont l'équipe est connue), a réussi à s'en sortir et à travers le projet Século XXI, il est train de se renouveler totalement. Ses projets pour l'avenir sont de se classifier pour la Série B dans le championnat brésilien de football jusqu'à 2014 pendant la Coupe Mondiale.
Une curiosité par rapport à cette ville ce que, en même temps que le Íbis Sport Club avait la mauvaise réputation d'être "La Pire Équipe de Football du Monde" vers l'année 1999, le célèbre joueur brésilien Rivaldo (né à Paulista) a été élu par la FIFA comme le meilleur joueur du monde.

## Infrastructure

### Enseignement
Institutions privés d'enseignement supérieur
- FADE (Faculdade Decisão)
- FJN (Faculdade Joaquim Nabuco)
- FASUP (Faculdade de Saúde de Paulista) Bacheliers en Sciences Biologiques, Gestion de Ressources Humaines, Gestion du Procès Managériale et Gestion en Logistique.

Écoles Polytechniques
- SENAI
- SENAC

### Transports
Les transports publics de Paulista est distribué par des lignes de bus. À travers les quartiers littoraux, il est possible d'aller au centre de Recife (en passant par Olinda).

### Autoroutes
- PE-001
- PE-015
- PE-018
- PE-022
- BR-101 (Nord)

### Tourisme
Paulista a une bande côtière de 14 km de longueur. La mer est partiellement azur et les eaux sont chaudes, au bord de la mer il y a une vaste aire de cocotiers, des petites maisons rustiques, des colonies de pêche, des hôtels, des bars et des restaurants, tout au long de ces plages: Enseadinha, Janga, Pau Amarelo, Praia do Ó, Conceição e Maria Farinha. Cette dernière est la principale plage de Pernambouc pour le tourisme nautique.
Dans la plage de Maria, il existe un côté de la mer et l'autre côté la rivière Timbó. Cette plage offre à ses visiteurs des divers types de loisir nautique, en plus d'avoir le plus grand parc nautique du pays et des diverses beautés géographiques naturelles.
D'une fréquence éclectique il se fait que la plage est divisée en deux parties: celle de la rivière (fréquenté par des grands bateaux touristiques); et celle où s'installent les amants du soleil et de la plage.